# Mimostrangalia breviceps
Mimostrangalia breviceps là một loài bọ cánh cứng trong họ Cerambycidae.